# Jim McGreevey
James Edward (Jim) McGreevey (Jersey City (New Jersey), 6 augustus 1957) is een Amerikaans oud-politicus van de Democratische Partij. Hij was gouverneur van New Jersey van 2002 tot 2004. Op 12 augustus van dat jaar maakte McGreevey bekend dat hij homoseksueel is en een buitenechtelijke relatie had met een collega, en hij kondigde zijn aftreden aan. Na zijn gouverneurschap werd McGreevey een priester en onderwijzer, zijn echtgenote Dina Matos en hij gingen in 2004 uit elkaar en scheidden in 2008.
- Gemeinsame Normdatei: 1189767929
- International Standard Name Identifier: 0000 0000 4923 3025
- Library of Congress Control Number: no2006014677
- Nationale Bibliotheek van Polen: a0000003360924
- SNAC: w6t51jg8
- Virtual International Authority File: 46509629
- WorldCat: E39PBJtX3MxFQJWqbxmGYY4Qbd